# Zodiac (banda)
Zodiac (Зодиа́к en Rusia y Zodiaks en Letonia) es un grupo musical soviético, oriundo de Riga, Letonia, pioneros en la mezcla de música electrónica y rock instrumental. La temática principal en sus composiciones son el espacio y la ciencia ficción, evolucionando a otros tópicos a mediados de los 80s.

## Historia
La banda fue fundada por Jānis Lūsēns (nacido el 7 de abril de 1959) y organizada a fines de los años 70s, mientras estudiaba en el "Departamento de instrumentos musicales electrónicos", en el Conservatorio Estatal de Letonia (actualmente Academia Letona de Música Jāzeps Vītols). Los otros cuatro miembros también eran estudiantes de varias facultades del mismo conservatorio.
Para la música soviética, Zodiac innovó en el uso de electrónicos, sintetizadores y sonidos "cósmicos", gracias a la influencia que tomó Lūsēns de Space, Tangerine Dream, Jean-Michel Jarre, Mike Oldfield y Vangelis. El álbum debut Disco's Alliance fue lanzado en 1980, producido por Aleksandrs Grīva (padre de la teclista Zane Grīva) y financiado gracias a una beca recibida. Su contenido de efectos inusuales, se mezcló con elementos del eurodisco más convencional.
Luego, los músicos escribieron la banda sonora del documental sobre el cosmonauta Alexei Leonov "Звёздная палитра" (Star Palette, 1982). Para esto, visitaron la Ciudad de las Estrellas, en Moscú, conociendo a cosmonautas y escuchando relatos sobre sus viajes. Los nombres de las pistas del siguiente álbum Music in the Universe (1982) hacen directa referencia al tema espacial, además de tener mayores influencias de rock. El mismo año, Zodiac participó en el programa juvenil Baltic Youth, en Moscú, el cual fue parte del concierto final del festival Moscow Stars, dedicado al cumpleaños 60 de la fundación de la URSS y el XIX Congreso Komsomol.
Después de una exitosa actuación en Moscú, a Jānis Lūsēns se le ofreció realizar una gira por la Unión Soviética, negándose para no abandonar sus estudios en el conservatorio, y pudiendo ser reclutado en el ejército.
Los registros de la banda se distribuyeron en grandes cantidades en toda la URSS. Al 26 de agosto del 1983 –de acuerdo con el sello Melodiya– Disco Alliance había vendido 5,848,980 de copias (estimando más de veinte millones al 2011), mientras que Music in the Universe 1.703.800. Además, sus composiciones fueron ampliamente utilizadas para bandas sonoras, películas y programas de televisión
Durante ese tiempo, la banda también interpretó las composiciones de Viktor Vlasov para las películas "Женские радости и печали" (Woman's Joys and Sorrows, 1982) y "Экипаж машины боевой" (The Tank Crew, 1983), las bandas sonoras de ambas películas fueron lanzadas en el vinilo Music from the Films (1985) .
En 1989, aparece In Memoriam, compuesto y producido solo por Lūsēns. Está dedicado al patrimonio cultural y natural (antiguo y moderno) de Riga, como su arquitectura letona. Además, se demuestra una evolución hacia el art rock, synthpop, música clásica y ambiental, esta última por la influencia de Jean Michel Jarre. 
Su último álbum Mākoņi = Clouds fue lanzado en 1991, por el RiTonis, casa discográfica que comenzó a lanzar material de Melodiya en países bálticos. De este, la canción My Favourite Flowers fue un hit en Letonia.  Al año siguiente, el grupo dejó de existir. En 1996, sus primeros dos álbumes fueron relanzados juntos en CD por Microphone Records, con ayuda internacional de EMI.
El conjunto volvió en 2010 a los escenarios. En 2014, la estación de radio Silver Rain, incluyó a Disco's Alliance dentro de los "50 discos de culto del sello Melodiya".
En 2015, el grupo lanzó Pacific Time, un álbum que contiene canciones regrabadas de sus dos primeros álbumes, sumadas a dos nuevas.

## Discografía
Sus álbumes fueron lanzados con títulos en inglés y ruso, a excepción de Mākoņi = Clouds lanzado solo en letón. 
Álbumes de estudio
- Disco Alliance (1980, Melodiya)
- Music in the Universe (1982, Melodiya)
- Music from the Films (1985, Melodiya)
- In Memoriam (1989, Melodiya)
- Mākoņi = Clouds (1991, RiTonis)
- Pacific Time (2015, autolanzado)

Singles
- Пасифик flexi 5" (1980, Melodiya)
- "Pacific" CD/12" (2009, Mellophonia, Shanti)

EPs
- Russian Rock – split 7" con Группа Стаса Намина (1987, Hot Wax)
- Provincial Disco (Remixes) (2006, Microphone)

Álbumes compilatorios
- Музыка Во Вселенной (1984, Melodiya)
- Disco Alliance / Music In The Universe (1996, Melodiya, Microphone, Home Compact)
- Disco Alliance Dance Mix (1999, Microphone)
- Disco Alliance / Music In Universe / Disco Alliance Remixes 2000 (1999, Microphone)
- Mirušais Gadsimts / Dziesmu Izlase (2006, Microphone)
- Зодиак (2008, Melodiya)
- Коллекция Легендарных Песен (2008, RMG) – También llamado MP3.

## Miembros
El grupo se basa principalmente en su líder y productor Jānis Lūsēns, teniendo constantes cambios de formación.
Miembros actuales
- Janis Lūsēns – sintetizadores, teclados, celesta, piano, programación (desde 1980)
- Zigfrids Muktupavels – violín, caja de ritmos, programación, voz (desde 1988)
- Janis Lūsēns Jr. – bajo, sintetizadores
- Marcis Auzins – guitarra
- Martins Linde – batería

Primera formación
- Jānis Lūsēns – sintetizadores, teclados, celesta, piano, programación
- Zane Grīva – piano, sintetizadores, voz
- Andris Sīlis – guitarra
- Ainārs Ašmanis – bajo
- Andris Reinis – batería

Otros contribuyentes
- Aivars Gudrais – guitarras (1982–1992)
- Ivars Piļka – bajo (1982)
- Dzintars Sāgens – guitarras, programación (1982–1988)
- Guntis Zvirgzdiņš – sintetizadores (1988)
- Maija Lūsēna – voz (1988-1992)
- Normunds Šnē – oboe (1988)